# دلدادگی
دلدادگی (ایتالیایی: La sbandata) یک کمدی سکسی سبک ایتالیایی به کارگردانی «آلفردو مالفاتی» است که در سال ۱۹۷۴ منتشر شد. برخی منابع می‌گویند این فیلم در واقع توسط سالواتوره سامپری کارگردانی شده ولی به سبب مشکلات قراردادی، آن را با نام دستیار او «آلفردو مالفاتی» منتشر کردند.

## بازیگران
- دومنیکو مودونیو
- الئونورا جورجی
- پیپو فرانکو
- لوچانا پالوتزی
- اومبرتو اسپادارو
- جینو پیرینس
- رنتسو رینالدی